# Río Teleajen
El río Teleajen es un curso de agua de la cuenca hidrográfica del Danubio, afluente por la izquierda del Prahova. Discurre por el sur de Rumanía, por el distrito de Prahova.

## Descripción
El río, que tiene su origen en las montañas de Chirușca y en su curso alto pasa cerca de los monasterios de Cheia y Suzana, discurre dejando a ambos lados de su curso lugares como Măneciu-Pământeni, Mănecu-Ungureni, Homorâciu, Drajna de Jos, Văleni, Măgurele, el monasterio de Zamfira, Bucov, Coslegi y Sicrita, hasta terminar desembocando en el río Prahova entre las localidades de Palanca y Belciug.
Entre sus afluentes por la derecha se encuentran los ríos Bratocea, Babeș, Valea-Neagră, Mogoșu, Bobu, Carpen y Crasna, y por la izquierda los ríos Brădeţul, Telejenel y Drajna.